# Голубые роги
Голубые роги (груз. ცისფერყანწელები, Цисперканцелеби) — литературная группа грузинских символистов, созданная Паоло Яшвили в 1915 году (по другим сведениям — в 1916) в Кутаиси и просуществовавшая до 1930-х гг. С 1916 года выходил журнал «Голубой Рог».
В состав группы входили известные грузинские поэты и писатели — Тициан Табидзе, Георгий Леонидзе, Григол Робакидзе, Валериан Гаприндашвили, Сандро Цикеридзе, Ражден Гветадзе, Колау Надирадзе, Серго Клдиашвили и др. С группой был связан Галактион Табидзе, но позже отошёл от неё. Примыкал к группе и художник Ладо Гудиашвили, часто иллюстрируя публикации.
Сергей Есенин в стихотворении «Поэтам Грузии» упоминает данную литературную группу.
Земля далёкая! Чужая сторона!

Грузинские кремнистые дороги.

Вино янтарное в глаза струит луна,

В глаза глубокие, как голубые роги.
Осип Мандельштам, в то же время, весьма критически относился к «Голубым рогам».
«Голубые роги» почитаются в Грузии верховными судьями в области художественной, но самим им Бог судья. Воспитанные на раболепном преклонении перед французским модернизмом, к тому же воспринятым из вторых рук через русские переводы, они ублажают себя и своих читателей дешевой риторической настойкой на бодлерианстве, дерзаниях Артура Рембо и упрощенном демонизме.
В годы Грузинской Демократической республики (1918—1921) произведения членов группы часто имели национальную окраску. Тем не менее, после установления Советской власти известны пафосные произведения в поддержку советского строя. 
В 1937 году были репрессированы и расстреляны Тициан Табидзе и Николо Мицишвили, а Паоло Яшвили застрелился во время погромного проработочного собрания в Доме писателей Грузии (улица Мачабели, 13).